# Лендерка
Лендерка (фин. Lieksanjoki — Лиексайоки, Лиексаёки) — река в России и Финляндии, протекает по территории Муезерского района Республики Карелия.

## Общие сведения
Одна из самых крупных озёрно-речных систем Карелии: коэффициент линейной озёрности (отношение длины озёрных участков к общей длине системы) составляет 65 %. На территории водосбора находится 2040 озёр общей площадью 604 км² (на территории России). Ещё 67 озёр площадью 10 км² расположено на территории Финляндии.

## Бассейн
Исток — озеро Сула. Впадает в озеро Пиелинен, через ряд озёр и проток связанное с озером Сайма — истоком Вуоксы. Длина реки составляет 150 км, в том числе по территории Российской Федерации — 41 км.

### Притоки
- левые — Юдало, Пенинга
- правый — Тула
- В 7 км от устья, по левому берегу реки впадает река Руокооя

### Озёра
Также к бассейну Лендерки относятся озёра:
- Большая Питка
- Айтозеро
- Веркоярви
- Гуйлли (исток Комариной)
- Шаверы (впадает Комариная)
- Куйккаселькя
- Лендерское
- Сула
- Тулос

## Данные водного реестра
По данным государственного водного реестра России относится к Балтийскому бассейновому округу, водохозяйственный участок реки — Реки Карелии бассейна Балтийского моря на границе РФ с Финляндией, включая озеро Лексозеро. Относится к речному бассейну реки Реки Карелии бассейна Балтийского моря.
Код объекта в государственном водном реестре — 01050000112102000009857.